# Nephrotoma guangxiensis
Nephrotoma guangxiensis är en tvåvingeart som beskrevs av Yang 1993. Nephrotoma guangxiensis ingår i släktet Nephrotoma och familjen storharkrankar. Inga underarter finns listade i Catalogue of Life.